# Jarmuk (reka)
Reka Jarmuk (arabsko: نهر اليرموك, Nahr Al-Yarmuk ali شريعة المناذرة, Shariat el Menadhirah, hebrejsko: נְהַר הַיַּרְמוּךְ, Nahar HaYarmukh, latinsko Hieromices). je največji pritok  reke Jordan.  Poteka v Jordaniji, Siriji in Izraelu ter odmaka večji del Hauranske planote. Njeni glavni pritoki so ʾawdiya 'Allan in Ruqqad s severa, Ehreir in Zeizun z vzhoda. Čeprav je na celotnem poteku ozka in plitva, je na ustju skoraj tako široka kot Jordan, v širino meri trideset metrov in pet v globino. Nekoč slavljen Matejev most je nekoč prečkal Jarmuk ob sotočju z Jordanom.

## Potek
Izvir reke Jarmuk je iz spodnjega južnega pobočja Džebel ad-Duruz. Edina dva trajna pritoka na sirski strani sta severni Nahr el-Nahr (Nahr Harir), katerega vir oskrbuje z vodo 0,2  m3/s in Wadi Zeidi, katerega najvišji izviri so okoli jezera pri Mezeribu (Muzayrib, 11 kilometrov severozahodno od Dar'a). Na zahodu in jugozahodu te vasi so Zaizunski slapovi (Shallalat Zaizun), ki spektakularno padajo v sotesko Jarmuka. Drugi severni pritoki delujejo le v deževni sezoni pozimi in spomladi. Tretji pritok, Wadi esh-Shellaleh (Shallah), priteka z juga.
Porečje, ki ga drenira Jarmuk, ima površino približno 7000 kvadratnih kilometrov. Največji del gre za vulkansko bazaltno planoto Hauran na obeh straneh državne meje. Nadaljuje proti zahodu, Jarmuk prečka planoto Golan (al-Dschaulān), kjer dobiva vodo iz Nahr er-Rukkad, ki izvira ob vznožju gore Hermon in iz celoletnega vodotoka Wadi Masud. Na prehodu iz bazaltne planote Hauran v apnenčaste tvorbe južnega Golana izviri nastajajo na obeh straneh reke. Jarmuk teče v kaskadah skozi globoko sotesko; tik pred sotočjem so apnenčaste pečine visoke do 300 metrov.
Med letoma 2001 in 2007 je Jordan skupaj s Sirijo zgradil jez Al-Wehda.Damm ('Jez enotnosti'). 86 metrov visoka pregrada zadržuje do 110 milijonov kubičnih metrov vode. Nadmorska višina je 72 metrov na jezu, nekaj kilometrov navzdol ob slapovih Wadi Khaled (postaja Hedžaške železnice), reka pade na morsko gladino, ustje Jordana je 250 metrov pod morsko gladino.
Med izlivom Jarmuka v Jordan južno od Galilejskega jezera blizu Naharaima je bila v letih 1927 do 1932 zgrajena prva elektrarna Tel-Or v takratni Palestini, od katere je danes mogoče videti le ruševine po uničenju v prvi arabsko-izraelski vojni.

## Zgodovina
Jarmuška kultura (hebrejsko: הַתַּרְבּוּת הַיַּרְמוּכִית) je bila kultura neolitskega lončarstva A starodavnega Levanta. Bila je prva kultura v prazgodovinskem Izraelu in ena najstarejših na Levantu, ki je uporabljala keramiko. Ime Jarmuška izvira iz reke Jarmuk, ki teče blizu svojega tipičnega območja Sha'ar HaGolan, blizu kibuca Sha'ar HaGolan ob vznožju Golanskega višavja. Ta kultura je obstajala ob Lodijski in Nizanimski kulturi na severu.
20. avgusta 636 se je zgodila bitka pri Jarmuku med arabsko in bizantinsko vojsko cesarja Heraklija, v kateri so arabske sile premočno zmagale. Bitka je trajala šest dni in arabska vojska, čeprav maloštevilna, je pod vodstvom sijajnega vojskovodje Halid ibn El Velida slavila zmago. Arabcem je ta zmaga omogočila zavzeti Sirijo in potem tudi Egipt.